# Niangoloko (departamento)
Niangoloko é um departamento ou comuna da província de Comoé no Burkina Faso. A sua capital é a cidade de Niangoloko.
Em 1 de julho de 2018 tinha uma população estimada em 86217 habitantes.